# Mantiphaga bekiliensis
Mantiphaga bekiliensis är en stekelart som först beskrevs av Jean Risbec 1956.  Mantiphaga bekiliensis ingår i släktet Mantiphaga och familjen gallglanssteklar. Inga underarter finns listade i Catalogue of Life.